# Неедлы, Отакар
Отакар Неедлы (чеш. Otakar Nejedlý; 14 марта 1883, Роуднице-над-Лабем, Австро-Венгрия — 17 июня 1957, Прага, ЧССР) — чешский и чехословацкий живописец, путешественник, писатель

, педагог. Заслуженный артист (художник) Чехословакии (1955).

## Биография
С 1898 года обучался в Пражской Академии изобразительных искусств под руководством Вацлава Брожика. Посещал три года уроки в пейзажной школе Фердинанда Энгельмюллера. Дружил с художником Антонином Славичеком.

Цейлон

Член Ассоциации художников Манеса. Много путешествовал, главным образом, по южной Европе. Сотрудничал с кубистом Винсентом Бенешем, чье влияние очевидно в его работах того времени.
В 1907 году в Риме он встретил начинающего художника Ярослава Гневковского и решил отправиться в путешествие в Индию и на Цейлон. Через три недели после этого решения они отправились на Сицилию, откуда планировали отправиться в Коломбо. Однако им пришлось отложить поездку из-за болезни и смерти матери Неедлы. В сентябре 1909 года начали запланированное путешествие без денег и знания английского языка. На Цейлоне часто голодали, но все же рисовали. В надежде на лучшее они отправились в Южную Индию с идеалистическим представлением о том, что их примет какой-нибудь богатый махараджа. Однако, им пришлось жить с представителями низших каст, сначала в рыбацких деревнях на побережье, а затем в горах, где они занимались охотой. Неедлы, заболев малярией, в 1911 году вернулся на родину, его спутник пробыл в Индии ещё два года.
В 1919 году отправился на поля битв Первой мировой войны во Франции, изображал места, где сражались Чехословацкие легионы.
В 1925 году был назначен профессором специальной пейзажной школы Пражской Академии изобразительных искусств. Со своими учениками путешествовали, в основном, по югу Европы, на Корсику, во Францию, Италию и Далмацию. Летом путешествовал с ними по Чехословакии. Среди его известных учеников Алоис Фишарек, народный художник Чехословакии.

## Творчество
Представитель чешского авангарда, член группы «Osma». Художник-пейзажист, в его работах ощутимо влияние романтизма , импрессионизма и экспрессионизма.
Картины Неедлы хранятся ныне в Национальной галерее в Праге, художественный галереях и музеях Брно, Карловых Вар, Роуднице-над-Лабем, Литомержице, Либерец и др.

## Избранная библиография
- 1916 Malířovy dojmy a vzpomínky z Cejlonu a Indie
- 1921 Malířovy dojmy z francouzského bojiště
- 1940 Dětství a chlapectví na Podřipsku